# 馬特爾 (內布拉斯加州)
馬特爾（英語：Martell）是位於美國內布拉斯加州蘭開斯特縣的普查規定居民點。

## 歷史
馬特爾的郵局自1894年營運至今。

## 人口
根據2020年美國人口普查的數據，馬特爾的面積為0.49平方千米，皆為陸地。當地共有人口125人，而人口密度為每平方千米255.1人。